# Guerre giudaiche
Le guerre giudaiche sono tre interventi militari degli antichi Romani a carico della popolazione giudaica in rivolta:
- la prima, nel 66-70, interessò parte del territorio ora conosciuto come Palestina, iniziando sotto il regno di Nerone e terminando sotto il regno di Vespasiano, e culminò con la distruzione del Secondo Tempio di Gerusalemme ad opera di Tito, figlio di Vespasiano ed imperatore di Roma dal 79 all'81;
- la seconda, nel 115-117, chiamata anche "guerra di Kitos", interessò le città della Diaspora, iniziando e concludendosi sotto il regno di Traiano;
- la terza, nel 132-135, interessò parte del territorio ora conosciuto come Israele, iniziando e concludendosi sotto il regno di Adriano, sostenuta da Simon Bar Kokheba, che si credeva il Messia. Dopo questa, il nome di Iudaea fu cambiato in quello di Syria Palaestina.

Le cause di queste tre rivolte vanno ricercate nell'epoca precedente alla dominazione romana, dove vennero sviluppare le teorie apocalittiche e premessianiche, che trovarono ampio spazio nella letteratura d'epoca e in special modo nel Libro di Daniele, idee che successivamente in epoca romana avrebbero permesso l'identificazione dell'Impero romano come quarto impero premessianico. Sotto Roma, i rapporti religiosi furono improntati alla convivenza basata sulla reciproca estraneità; la non assimilabilità del Dio e dei costumi ebrei comportò la riproposizione negli ambienti culturali e nella popolazione dei motivi polemici di origine greco-ellenistica dell'epoca precedente la dominazione romana, ma non ebbe influenza sul piano politico. 
Sono infine da ricordare altre due ribellioni ebraiche contro i Romani, e il primo storico conflitto al tempo della Repubblica romana, sebbene non siano normalmente incluse tra le "guerre giudaiche":
- la guerra giudaica di Pompeo del 63 a.C., terminata con il Proconsole Gneo Pompeo Magno vincitore sugli assediati di Gerusalemme,
- la rivolta ebraica contro Gallo del 351-352, terminata con la distruzione delle città ribelli,
- e la rivolta ebraica contro Eraclio del 613, che portò gli Ebrei a governare Gerusalemme per cinque anni.